# Clémentine Célarié
Clémentine Célarié (Dakar, Senegal francés, 12 de octubre de 1957) es una actriz, directora, directora, cantante y autora francesa .

## Biografía

### Juventud y formación
Meryem Germaine Antoinette Henriette Anna Célarié, conocida como Clémentine Célarié, es hija del escritor André Célarié (nacido en 1922, fallecido en 2021), también periodista radiofónico en Ocora, y de Martine Bréguet, secretaria de producción. Tiene dos hermanos, Laurent y Loïc . Por madre, Clémentine Célarié desciende de la familia Breguet.
Nacida en el Senegal francés, vivió los primeros doce años de su vida en Camerún, Zaire y Gabón en función de los destinos de sus padres. A los trece años, fue expulsada del Colegio de Libreville tras un altercado con una estudiante y se encontró internada en Francia en las Ursulinas de Saint-Germain-en-Laye. Cuando tenía dieciséis años, la familia se mudó a Lille, donde el padre fue nombrado miembro de la École supérieure de journalisme.

### Carrera de actriz
Tras su bachillerato, pasó un año en Estados Unidos y a su regreso tomó clases de interpretación y canto, pero suspendió el Conservatoire national d'art dramatiquea los 19 años. Interpretó algunos papeles en el café-teatro con la compañía Splendid. En 1983, fue elegida por Jean-Bernard Hebey para presentar el programa 22 v'là l'rock! Después de algunos papeles ligeros, se dio a conocer en 1986 (Nominación al César a la mejor actriz secundaria), como esposa frustrada en la película de Jean-Jacques Beineix: Betty Blue. Conoció a su público en La femme secrète, La vie dissolue de Gérard Floque, Le complexe du kangourou. En 1992, fue nominada para el César por su papel en Indian Nocturne. En la década de 1990, realizó una serie de comedias de gran audiencia, como La vengeance d'une blonde.
La década termina con la vuelta al teatro y la canción. La obra Madame Sans-Gêne en el teatro Antoine (2000) le valió en 2002 la nominación al Molière para la actriz. Tuvo cierto éxito en la obra de teatro La serva amorosa de Goldoni y en televisión, con telefilmes como Sa raison d'être o la serie Les Bleus, premiers pas dans la police. En 2011 interpretó el personaje de Marthe Richard en una película para televisión, luego recibió el premio de interpretación en el Festival de la Rochelle por Tengo miedo de olvidar.
En julio de 2011, Clémentine Célarié presentó Groo2ve, un espectáculo coreográfico y musical en el Festival de Aviñón, que interpretó con sus tres hijos y el animador Sidney. Del 2 al 7 de abril de 2012, fue presidenta del jurado en la categoría de Ficción del Festival de Valenciennes.

### Música y radio
En los años 80, Clémentine Célarié comenzó su carrera en la radio como presentadora junto a Christophe Bourseiller en la primera emisora "juvenil" de Radio France: Radio 7, que emitía en 99,7 MHz en frecuencia modulada sólo en la región de París, que era le Mouv' de la época. Fue en esta emisora donde Patrick Meyer le aconsejó que adoptara el seudónimo de Clémentine. En France Inter, tras participar en el programa Comme des mouches de Jean-Marc Terrasse, Clémentine Célarié trabajó con Daniel Mermet, luego con François Jouffa (serie de programas Disques d'Or) antes de unirse a Julien Delli Fiori en 1985 para Jazz à tous les étages.
En 1996, se lanzó el álbum Pas l'âme d'une dame. En 2002, cantó en single Tengo nada de Charles Schillings .
En 2006, publicó el álbum Family Groove, producido por su hijo Abraham y Eric Serra, en el que canta con sus tres hijos, Abraham, Gustave y Balthazar. En septiembre de 2007, grabó Un peu d'air pur y Hop! con Véronique Sanson.

### Espectáculos de comedia
También ha escrito programas de comedia, incluido Madame Sans Chaines, dirigida por su hijo Abraham Diallo.

### Compromiso humanitario y político
En 1994, en el escenario de Sidaction, después de que Christophe Dechavanne le recordara los riesgos de infección, besó a Patrice Janiaud, un joven seropositivo, para contribuir a la lucha contra las ideas preconcebidas sobre el VIH. Volverá a hacerlo con el mismo hombre en 2018, en el plató de Les enfants de la télé.
Apoyó oficialmente a François Hollande para las elecciones presidenciales de 2012, por ejemplo estando presente en su mitin de Limoges del 27 de abril.
Ha puesto en escena varias obras que ponen de relieve categorías de personas marginadas en la sociedad francesa: Noir comme moi, La danse Immobile, donde devuelve su nobleza a personas que padecen una grave enfermedad paralizante, la enfermedad de Charcot, y Le monde de Rita, donde despierta el espíritu de iniciativa de una mujer para experimentar la felicidad de una manera muy sencilla. Con el mismo espíritu, interpreta en Darius el papel de una madre cuyo hijo ha perdido todos los sentidos excepto el olfato.

### Vida privada
Tiene tres hijos: el músico Abraham Diallo dit Tismé (24 de abril de 1985), fruto de su relación con el bajista franco-maliense-guineano Henri Diallo, después Gustave (5 de mayo de 1990) y Balthazar (1992), fruto de su relación con el director belga Christophe Reichert.